# Romané
Romané es una telenovela chilena creada por Sergio Bravo, dirigida por Vicente Sabatini y emitida por Televisión Nacional de Chile desde el 6 de marzo hasta el 15 de agosto de 2000. Está inspirada en la obra La visita de la anciana dama de Friedrich Dürrenmatt y narra las vivencias de los habitantes de la localidad de Mejillones en la Región de Antofagasta, que enfrentan el retorno de una comunidad de gitanos con un pasado en la zona. En esta telenovela se explora en profundidad la cultura gitana, incluyendo en su trama celebraciones religiosas, costumbres y el uso del idioma romaní en los diálogos, junto al español.
Es protagonizada por Claudia Di Girolamo, Francisco Reyes, Héctor Noguera y Francisco Melo, junto con Marés González, José Soza y Álvaro Morales en los roles antagónicos. La producción de Romané estuvo a cargo de Pablo Ávila y sus guiones fueron desarrollados por Alejandro Cabrera, René Arcos, Larissa Contreras y Marcelo Leonart. Romané es la tercera telenovela más vista de la televisión chilena y durante todo su periodo de emisión obtuvo una audiencia promedio de 38,2 puntos de rating, con episodios que alcanzaron hasta 59 puntos. Tras esto fue ganadora de múltiples premios, fue adaptada en Estados Unidos y los lugares de grabación experimentaron un alza en el turismo.

## Sinopsis
Esta obra televisiva trata del regreso de la gitana Jovanka Antic a Mejillones, el pueblo de su infancia, cuyos habitantes se han empobrecido y están endeudados, a diferencia del campamento gitano que regresa temporalmente. Su retorno se enmarca entre el compromiso de su padre Melquíades –el rey de la tribu gitana– y una joven heredera de los California, en medio de la profunda crisis que enfrenta al pueblo costero de la localidad, que azota directamente a la poderosa familia Domínguez North, propietaria empresa pesquera que sustenta la economía del pueblo. 
Jovanka parece mostrarse generosa y ofrece millones a su pueblo natal para que solucione sus problemas, pero con una condición: la muerte de Rafael Domínguez, su antiguo novio, que la dejó embarazada y la abandonó, Rafael, un hombre ahora tan admirado y respetado en su pueblo, que está a punto de ser venerado, verá cómo el poder del dinero y el deseo de venganza de Jovanka pueden encadenar notables cambios, incluso entre su gente más allegada, su propia familia y los que hasta hace poco antes no se cansaba de elogiarlo. 
La gitana, que huyó como una madre soltera menospreciada y arruinada, regresa siendo una de las mujeres más ricas de Mejillones, luego de enviudar de su esposo. En su trato con Rafael, desde su regreso, y a pesar de su propuesta, se muestra amable con él. No obstante, su sed de venganza es inquebrantable.

## Producción

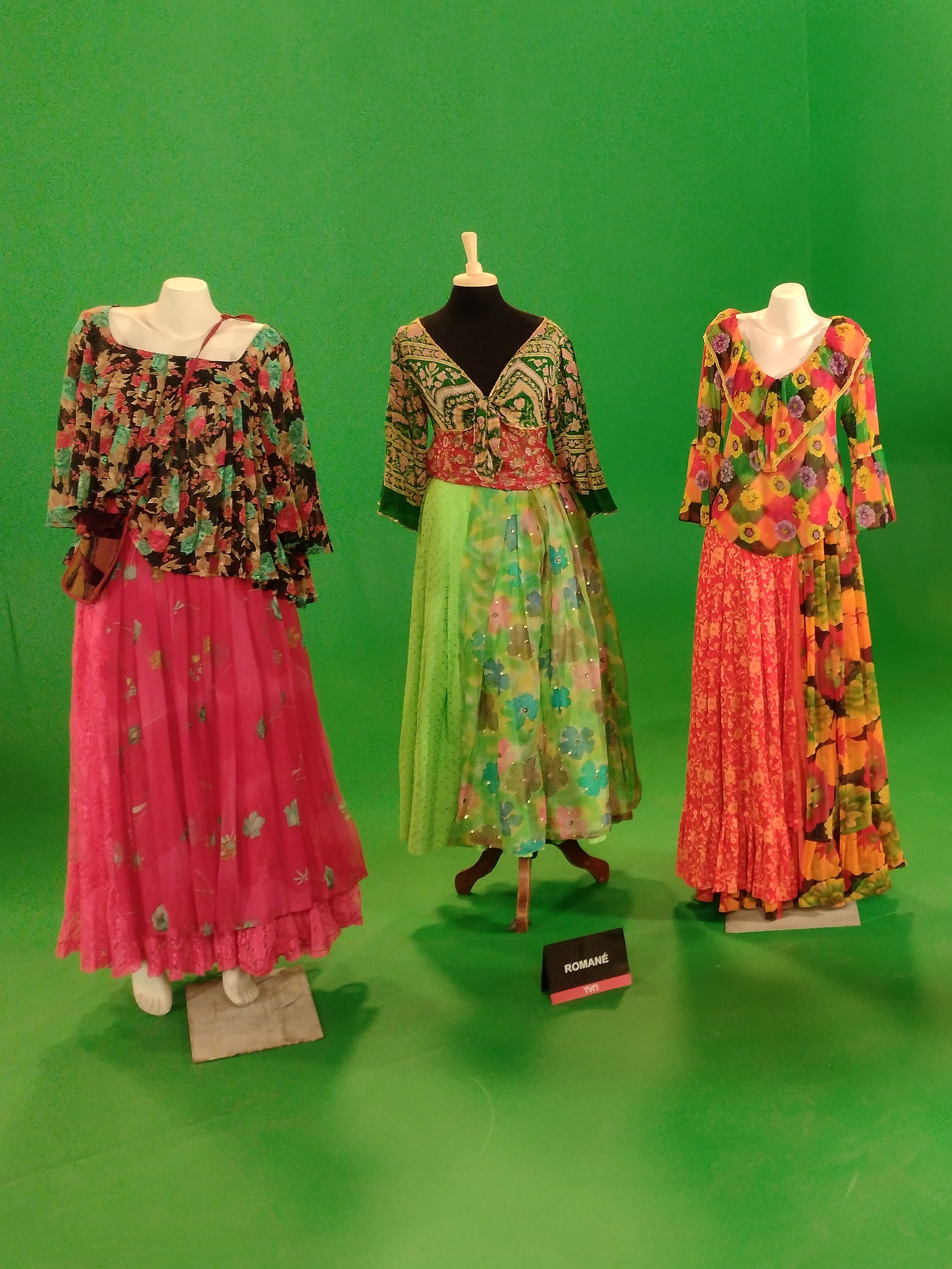
Vestuario original ocupado por las actrices de Romané en su representación de gitanas.

Romané fue la segunda telenovela de Televisión Nacional en contar con diálogos en otro idioma, después de Iorana en 1998. Fue creada por Sergio Bravo e inicialmente esta telenovela contaría con Víctor Carrasco en la dirección de guiones. Pero finalmente este cargo fue asumido por Alejandro Cabrera, que desde el año siguiente comenzó a formar parte del equipo de María Eugenia Rencoret. Mientras que la telenovela está situada en la localidad de Mejillones en la Región de Antofagasta. Entre los lugares de grabación se incluyó el edificio de la Capitanía de Puerto, que en la historia es presentado como la casa de la gitana Jovanka Antich.
En el proyecto original la telenovela finalizaría con el matrimonio entre Jovanka Antich y Juan Bautista Domínguez, situación que no ocurrió. No obstante, el equipo de producción nunca entregó detalles de la decisión, hasta que en marzo de 2021 Marcelo Leonart, uno de los guionistas de esta telenovela, dio a conocer que el final fue cambiado por presiones entre autoridades de la Iglesia católica —debido a que Juan en la historia es sacerdote— y René Cortázar, entonces director ejecutivo de Televisión Nacional.

### Casting
La producción de Romané tuvo como primera opción para interpretar el personaje de Mama Pasca a Gabriela Hernández, pero Hernández decidió permanecer en Canal 13. Lo mismo ocurrió con las actrices del canal Ángela Contreras (Milenka California), Tamara Acosta (una de las Marías) y Aline Kuppenheim (Rosario Gaete), que rechazaron sus papeles por razones variadas. Contreras y Kuppenheim por estar embarazadas y Acosta por estar estudiando en España. Además, esta telenovela marcó el debut en televisión de Ricardo Fernández, Daniela Lhorente, Mauricio Inzunza, Claudia Cabezas y Gonzalo Valenzuela.

## Reparto
- Claudia Di Girolamo como Jovanka Antich.[11]
- Francisco Reyes como Juan Bautista Domínguez North.
- Francisco Melo como Rafael Domínguez North.
- Marés González como Victoria North.
- Héctor Noguera como Melquíades Antich.[12]
- Delfina Guzmán como Adela Flores.
- Luis Alarcón como Baldomero Lillo/Spiro Antich.
- Alfredo Castro como Lazlo California.[13]
- Eduardo Barril como Ismael Cordero.
- José Soza como Drago Stanovich.[14]
- Juan Falcón como Branko Antich.
- Álvaro Morales como Rodrigo Cordero.
- Francisca Imboden como María Salomé Antich.
- Amparo Noguera como María Magdalena Antich.[15]
- Antonia Zegers como María Jacobé Antich.
- Pablo Schwarz como Mirko Dinamarca.
- Blanca Lewin como Milenka California.
- Néstor Cantillana como Raúl Escudero.
- Luz Jiménez como Paska Antich.[16]
- Violeta Vidaurre como Olimpia Brito.
- Consuelo Holzapfel como Ofelia Lillo.
- Sergio Hernández como Stefan Dinamarca.
- Roxana Campos como Zaida Dinamarca.
- Carmen Disa Gutiérrez como Muriel Cruces.
- Óscar Hernández como Alfredo Gaete.
- Erto Pantoja como Ulises Jara.
- Alessandra Guerzoni como Vinka California.
- Felipe Ríos como Perhan California.
- Claudio González como Ianko Ilich.
- Andrea Freund como Rosario Gaete.
- Ricardo Fernández como Sebastián Domínguez.
- Álvaro Espinoza como Claudio Gaete.
- Claudia Cabezas como Javiera Bolaños.
- Mauricio Inzunza como Mario Cruces.
- Daniela Lhorente como Paula Arévalo.
- Mireya Véliz como Inés Suárez.
- Ernesto Gutiérrez como «El anchoveta».
- Héctor Aguilar como «El piure».
- Ricardo Pinto como «El taza».
- Mario Gatica como Fermín Arteaga.

## Audiencia
| Horario                | # Eps. | Estreno            | Estreno         | Final                | Final           | Posición  | Temporada | Promedio final |
| Horario                | # Eps. | Fecha              | Primer capítulo | Fecha                | Último capítulo | Audiencia | Temporada | Promedio final |
| ---------------------- | ------ | ------------------ | --------------- | -------------------- | --------------- | --------- | --------- | -------------- |
| Lunes a viernes, 20:00 | 115    | 6 de marzo de 2000 | 40,84           | 15 de agosto de 2000 | 50,62           | 1         | 2000      | 38,27          |

## Recepción
Romané durante sus 115 emisiones obtuvo una audiencia promedio de 38,2 puntos de rating. Mientras que la mayor sintonía la alcanzó el 15 de agosto de 2000, durante su episodio final, que promedió 50,6 puntos y alcanzó un peak de 59 puntos. Con esto, Romané se convirtió en el programa más visto de la televisión chilena durante ese año y en la tercera telenovela más vista en Chile desde que se utilizan mediciones digitales, por detrás de Amores de mercado (2001) y Machos (2003). Es además la teleserie que más veces ha sido transmitida por TVN, siete en total: luego de su emisión original, fue retransmitida en 2003, 2007, 2010, 2015 2021 y 2025 .
Su éxito generó que Televisión Nacional cobrara más de 10 000 000 de pesos por minuto de publicidad. Asimismo, su banda sonora, comercializada en formato de disco compacto, vendió 30 000 copias en menos de tres meses. En agosto de 2001, la Fundación Futuro publicó un estudio en el que los telespectadores determinaron que Romané era la segunda mejor telenovela chilena de todos los tiempos, por detrás de Pampa Ilusión. La ciudad de Mejillones experimentó un alza en el turismo, que perdura hasta la actualidad. Incluso se cuenta con un monumento a los personajes de Rafael Domínguez y Raúl Escudero y fotografías de la telenovela en exposición permanente en el Museo de Mejillones.
Una de las escenas más recordadas de la telenovela es cuando el personaje de Drago Stanovich exclama en el episodio 113 «¡¿Y qué me importa a mí?! ¡Me da lo mismo! ¡Váyanse a la mierda!». Esta escena se volvió viral en internet a mediados de 2010 y se ha vuelto objeto de memes en Chile.
El 3 de octubre de 2020, en el contexto del plebiscito que determinó el inicio del proceso constituyente para la redacción de una nueva Constitución, las actrices Francisca Imboden, Antonia Zegers y Amparo Noguera, aparecieron en la franja electoral de la opción «Apruebo» caracterizadas como sus personajes en Romané. Lo mismo ocurrió el 6 de diciembre de 2021, cuando  se hizo un crossover entre personajes de Romané y Pituca sin lucas, con las actrices Francisca Imboden, Antonia Zegers, Amparo Noguera y Gabriela Hernández caracterizadas para apoyar la candidatura de Gabriel Boric, que finalmente fue electo presidente de Chile.
En 2021, se publicó el resultado de un estudio de investigación de Riva Quiroga, que determinó el «efecto Romané», dónde el éxito de la telenovela influenció los nombres de recién nacidos al inicio del nuevo milenio. Nombres como Jovanka, Branco, Milenka y Salomé, registraron un alza en la inscripción del Servicio de Registro Civil e Identificación de Chile durante la emisión de la telenovela.

## Premios y nominaciones
| Año  | Premio             | Categoría                  | Nominados           | Resultado |
| ---- | ------------------ | -------------------------- | ------------------- | --------- |
| 2000 | Premio APES        | Mejor actor principal      | Héctor Noguera      | Ganador   |
| 2000 | Premio APES        | Mejor actriz principal     | Claudia Di Girólamo | Nominada  |
| 2000 | Premio APES        | Mejor actor de reparto     | Néstor Cantillana   | Ganador   |
| 2000 | Premio APES        | Mejor actriz de reparto    | Amparo Noguera      | Ganadora  |
| 2000 | Premio APES        | Mejor proyección actoral   | Claudia Cabezas     | Ganadora  |
| 2000 | Premio APES        | Mejor teleserie            | Romané              | Ganadora  |
| 2000 | Premio TV Grama    | Mejor actor principal      | Francisco Reyes     | Ganador   |
| 2000 | Premio TV Grama    | Mejor actor principal      | Héctor Noguera      | Nominado  |
| 2000 | Premio TV Grama    | Mejor actriz principal     | Claudia Di Girólamo | Ganadora  |
| 2000 | Premio TV Grama    | Mejor teleserie            | Romané              | Ganadora  |
| 2000 | Effie Awards Chile | Mejor campaña publicitaria | Romané              | Ganadora  |
| 2001 | Premio Altazor     | Mejor actor                | Néstor Cantillana   | Ganador   |
| 2001 | Premio Altazor     | Mejor actor                | Héctor Noguera      | Nominado  |
| 2001 | Premio Altazor     | Mejor actor                | Alfredo Castro      | Nominado  |
| 2001 | Premio Altazor     | Mejor actriz               | Francisca Imboden   | Ganadora  |
| 2001 | Premio Altazor     | Mejor actriz               | Claudia Di Girólamo | Nominada  |
| 2001 | Premio Altazor     | Mejor dirección            | Vicente Sabatini    | Nominado  |
| 2001 | Premio Altazor     | Mejor guion                | Romané              | Ganador   |

## Banda sonora
1. «Murni charicha» - Romá
2. «La última noche» - Diego Torres
3. «Dejaría todo» - Chayanne
4. «Por amarte así» - Cristián Castro
5. «Quiero saber» - Gipsy Kings
6. «Lautar hora» - Taraf Djelem
7. «Si te volvieras real» - Andrea Labarca
8. «Pedro Navaja» - La Pozze Latina
9. «El amor» - Azúcar Moreno
10. «En Mejillones yo tuve un amor» - Romá
11. «Si tú no estás» - Franco de Vita
12. «Balada de la tristeza» - Ricardo Sepúlveda
13. «Djelem djelem» - Romá
14. «Gitana» - Los Fabulosos Cadillacs
15. «Tú» - Noelia
16. «Codru» - Taraf Fusión
17. «Por ella» - Payé

## Retransmisiones
- 2003
- 2007
- 2010
- 2015
- 2021[26]
- 2025[27]

## Emisión internacional
- Ecuador: Teleamazonas.
- Estados Unidos: Telemundo.
- México: 52MX.

## Versiones
- Gitanas: Producción estadounidense emitida por Telemundo desde el 27 de julio de 2004 hasta el 26 de marzo de 2005. Es protagonizada por Ana de la Reguera, Manolo Cardona, Dolores Heredia y Saúl Lisazo.[28]